# Angyali üdvözlet templom (Roskány)
A roskányi Angyali üdvözlet templom műemlékké nyilvánított épület Romániában, Hunyad megyében. A romániai műemlékek jegyzékében a  HD-II-m-A-03434 sorszámon szerepel.